# Els meus dobles, la meva dona i jo
Els meus dobles, la meva dona i jo (títol original: Multiplicity) és una film americà estrenada l'any 1996, dirigida per Harold Ramis, amb Michael Keaton en el paper principal. Ha estat doblada al català.

## Argument
Doug Keaney és un contramestre en una empresa de construcció constantment estressat per la incompetència dels obrers i per això no pot estar amb la seva dona Laura i els seus fills que estima per sobre de tot. Mentre té una enèsima crisi a casa d'un client, aquest últim resulta ser un investigador genètic que ha descobert el mitjà de clonar un ésser viu.

## Repartiment
- Michael Keaton: Doug Kinney
- Andie MacDowell: Laura Kinney
- Harris Yulin: Dr. Leeds
- Richard Masur: Del King
- Zack Duhame: Zack Kinney
- Katie Schlossberg: Jennifer Kinney
- Eugene Levy: Vic
- Ann Cusack: Noreen
- John de Lancie: Ted
- Judith Kahan: Franny
- Brian Doyle-Murray: Walt
- Obba Babatundé: Paul
- Julie Bowen: Robin
- Glenn Shadix: l'inspector de l'edifici
- Kari Coleman: Patti
- George Wallace: el vell en el restaurant

## Al voltant de la pel·lícula
- Andie MacDowell ja havia actuat al precedent film de Harold Ramis, Atrapat en el temps estrenat l'any 1993.
- Crítica
  - "Divertida"[3]
  - "Ressalta per uns modèlics efectes especials en els quals aquests serveixen al cinema i no, com a tantes altres vegades, succeeix a l'inrevés"[4]